# リアリー対合衆国裁判
リアリー対合衆国裁判(Leary v. United States)、395 U.S. 6 (1969) は、マリファナ税法の合憲性を扱った合衆国最高裁判所判例である。教授で活動家のティモシー・リアリーは、マリファナ税法に違反する大麻の所持によって逮捕された。リアリーは、同法が自己負罪を要件としているため、米憲法修正第5条に違反するとして法廷で争った。判事ジョン・M・ハーラン (2世)によって全会一致となり、マリファナ税法は違憲であると宣言された。ゆえに、リアリーの有罪は覆された。議会はすぐにマリファナ税法を規制物質法へと置き換え、アメリカ合衆国における特定の物質の禁止を継続した。

## その後
1970年の包括的な薬物乱用防止・規制法となり、マリファナ税法は最終的に合衆国議会によって廃止された。